# Weilbach (Górna Austria)
Weilbach – gmina w Austrii, w kraju związkowym Górna Austria, w powiecie Ried im Innkreis, na północy Austrii. Według Austriackiego Urzędu Statystycznego liczyła 617 mieszkańców (1 stycznia 2015). Jej powierzchnię w 16% zajmują lasy, zaś w 75% grunty rolne. Zamieszkują ją 622 osoby a gęstość zaludnienia wynosi ok. 46 osób na kilometr kwadratowy.